# Aplocera margaritata
Aplocera margaritata là một loài bướm đêm trong họ Geometridae.